# Within Temptation

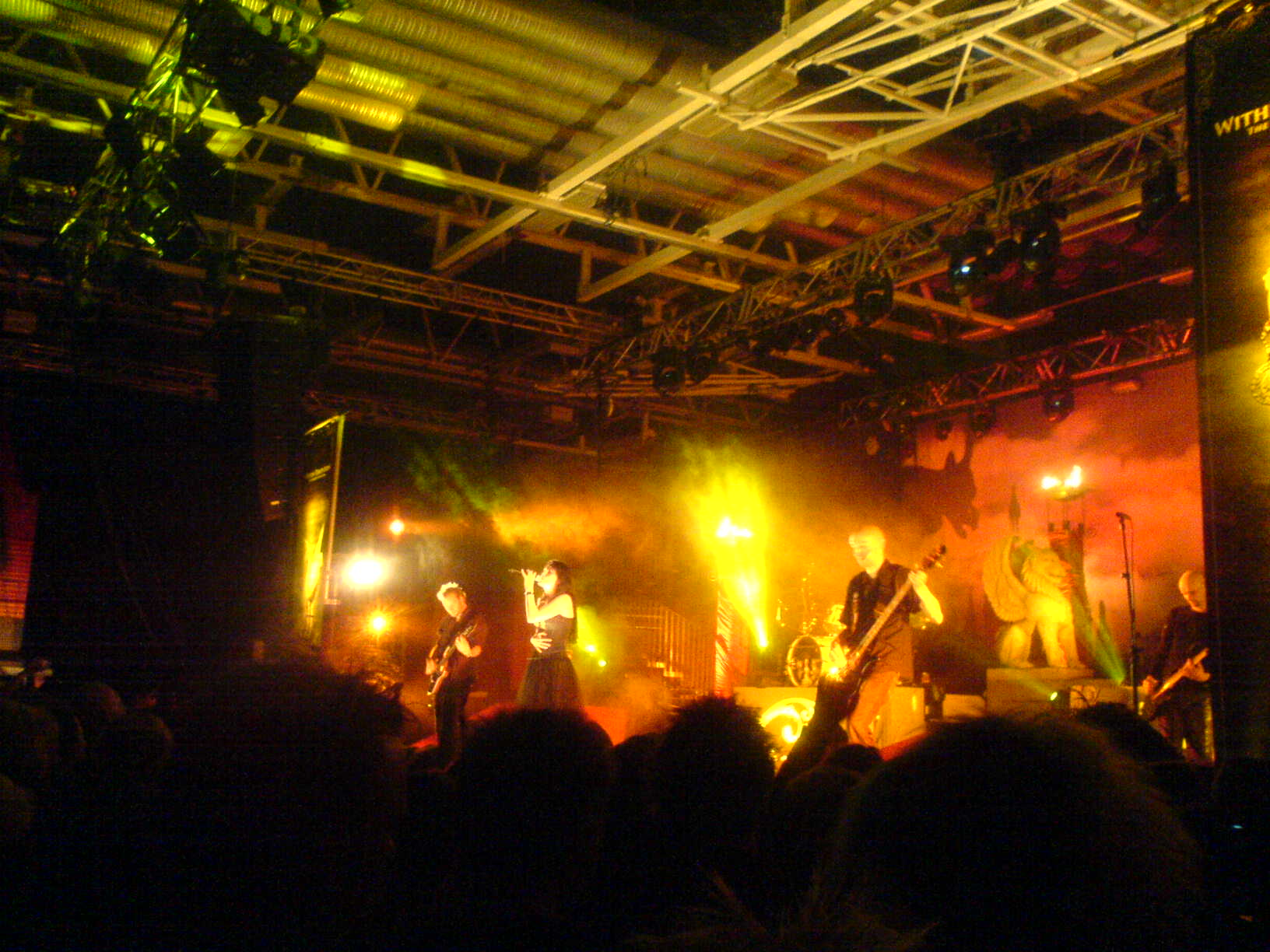
Within Temptation spelar på Fryshusets scen Arenan 2007.

Within Temptation är ett symphonic metal-band från Nederländerna med gothic metal-influenser, bildat 1996 av gruppens gitarrist Robert Westerholt och Sharon den Adel som är gruppens sångare och frontperson. Bandet slog igenom 2001 med låten "Ice Queen".

## Biografi
Within Temptation bildades 1996 och fick snabbt ett skivkontrakt hos DSFA Records. 1997 släpptes debutalbumet Enter som har influenser från bland annat gothic doom metal. Albumet fick bra kritik och bandet började turnera mer. De spelade vid flera av Nederländernas stora festivaler och i slutet av 1997 genomförde de turnéer i Tyskland och Österrike.
Under 1998 fortsatte Within Temptation att turnera, men istället för att ge ut ett nytt album släppte de en EP, The Dance, med material i debutalbumets anda. 1999 bestämde sig bandet för att ta ledigt från spelandet, och ägnade sig istället åt att bygga en egen studio och skriva nytt låtmaterial.
Within Temptation började millenniet med att turnera och med att släppa sitt andra album Mother Earth, som dock inte blev någon succé. "Ice Queen" som släpptes (2001), blev däremot bandets genombrott i både Nederländerna och Belgien samt många andra nationer inom EU.
Under 2001 skedde flera medlemsbyten, och 2002 gjorde Within Temptation framgång i till exempel Frankrike och Mexiko. I november 2004 gav bandet ut sitt tredje studioalbum The Silent Force, det sålde platina i Nederländerna, guld i Tyskland, Finland och Belgien. De två spåren från fullängdaren, "Stand My Ground" och "Memories", gjorde att gruppen klättrade på listorna och fick internationellt erkännande.

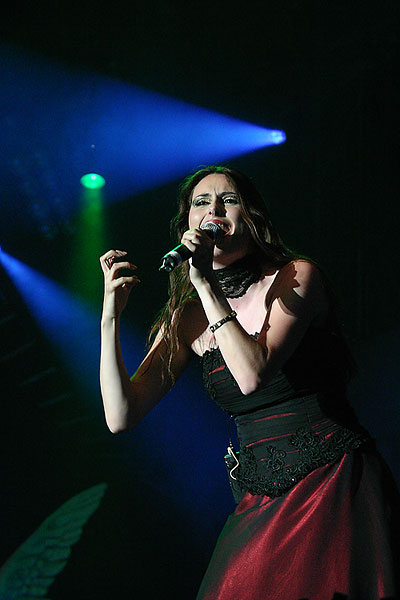
Sharon den Adel på en konsert på M'era Luna Festival 2004

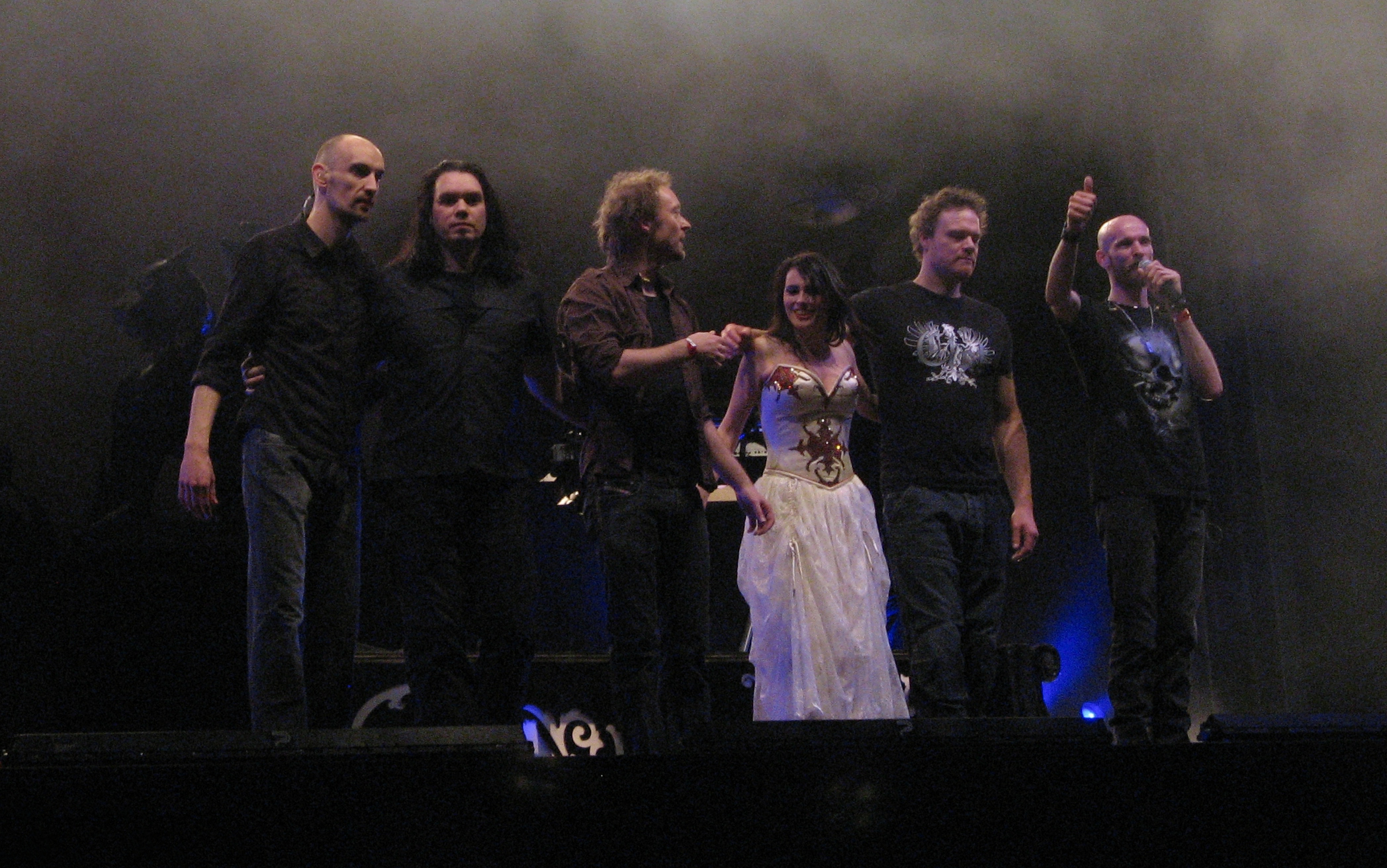
Within Temptation vid en konsert på Bevrijdingsfestival 2008

Under sommaren 2005 uppträdde bandet på bland andra festivaler Pinkpop i Landgraaf och Rock am Ring vid Nürburgring.
Den 9 mars 2007 släpptes gruppens fjärde studioalbum, The Heart of Everything. Först släpptes singeln "What Have You Done" som är ett samarbete med sångaren i Life of Agony Keith Caputo. Sångerskan Sharon den Adel beskriver albumets innehåll såhär: ”Det grundläggande temat är vad vi tycker är viktigt i livet. Vad sätter individen i fokus? Vi måste göra många val i livet och vi sjunger om religion och uppoffringar. Varje sång är inspirerad av händelser i människors liv." (översatt till svenska av klahawa)
Våren 2007 genomförde Within Temptation sin första USA-turné, som förband till Lacuna Coil. Turnén bar namnet The Hottest Chicks in Metal Tour 2007. För att marknadsföra albumet The Heart of Everything spelade bandet under september 2007 tretton konserter i USA.
Den 7 februari 2008 spelade bandet inför 10 000 personer på Ahoy Arena i Rotterdam. På plats fanns även The Metropole Orchestra, en kör och flera gästartister. Konserten gavs ut på DVD i september 2008 under titeln Black Symphony.
Within Temptation släppte under våren 2011 ett album med titeln The Unforgiving som baserades på en tecknad serie, skriven av Steven O’Connell (BloodRayne & Dark 48).
Robert Westerholt beskrev albumet så här: ”Detta är en historia om hur det kan gå väldigt fel i livet för vissa människor och att andra får en andra chans efter sin död, att acceptera vad som hände under tiden de levde. På ytan handlar det om onda människor som jagar onda människor, men underförstått handlar det mer om personerna och deras öden, deras liv, vad de letar efter och vad livet går ut på.” 
Albumet gavs ut i tre olika versioner: En "Standard edition - Japan" (13 spår), en "Special Edition- Japan" (med det 14:e spåret "Empty eyes") och en "Special Edition" (med bara 12 spår), i alla versioner ingick en DVD med musik och video till "Faster, Sinéad, Shot in the dark, Where is the edge och Utopia (med Chris Jones)", samt en video kallad "The making of the unforgiving".
I slutet av 2011 fick paret Robert Westerholt och Sharon den Adel sitt tredje barn. I samband med detta valde Westerholt att sluta turnera och koncentrera sig på låtskriveri och produktion, för att kunna ta hand om sina barn. Stefan Helleblad tog över hans liveroll.  
I början av 2012 gavs några framträdanden inför sittande publik och konserterna gick under namnet "The Dutch Theater Show". Just nu 2012 turnerar bandet i Europa.

## Medlemmar
Nuvarande medlemmar
- Sharon den Adel – sång (1996– )
- Robert Westerholt – gitarr (endast studio) (1996– )
- Jeroen van Veen – basgitarr (1996– )
- Martijn Spierenburg – keyboard (2001– )
- Ruud Adrianus Jolie – gitarr (2001– )
- Mike Coolen – trummor (2011– )
- Stefan Helleblad – gitarr  (2011– )

Tidigare medlemmar
- Richard Willemse – trummor (1996)
- Dennis Leeflang – trummor (1996)
- Ivar de Graaf – trummor (1996–1998, 1999–2001)
- Michiel Papenhove – gitarr (1996–2001)
- Martijn Westerholt – keyboard (1996–2001)
- Marius van Pyreen – trummor (1998)
- Ciro Palma – trummor (1998–1999)
- Jelle Bakker – sologitarr (2001)
- Stephen van Haestregt – trummor (2002-2010)

Turnerande medlemmar
- Mike Coolen – trummor (2008)
- Koen Stokman – gitarr (2019)

## Diskografi

### Studioalbum
- 1997 – Enter
- 2000 – Mother Earth
- 2004 – The Silent Force
- 2007 – The Heart of Everything
- 2011 – The Unforgiving
- 2013 – The Q-Music Sessions (cover-album)
- 2014 – Hydra
- 2019 – Resist
- 2023 – Bleed Out

### Livealbum
- 2002 – Live on Air
- 2008 – Black Symphony
- 2009 – An Acoustic Night at the Theatre
- 2014 – Let Us Burn (Elements & Hydra Live in Concert)

### EP
- 1998 – The Dance
- 2001 – Ice Queen
- 2007 – The Howling
- 2013 – Paradise (What About Us?) (med Tarja Turunen)
- 2014 – Whole World Is Watching (med Dave Pirner)
- 2014 – And We Run (med Xzibit)

### Singlar
- 1997 – "Restless"
- 2001 – "Our Farewell"
- 2001 – "Ice Queen"
- 2001 – "Mother Earth"
- 2003 – "Running Up That Hill"
- 2003 – "Never-Ending Story" (PR-Singel)
- 2004 – "Stand My Ground"
- 2005 – "Memories"
- 2005 – "Angels"
- 2005 – "Jillian (I'd Give My Heart)" (PR-Singel)
- 2007 – "What Have You Done" med Keith Caputo B-sida Blue Eyes
- 2007 – "Frozen"
- 2007 – "All I Need"
- 2008 – "Forgiven"
- 2009 – "Utopia" med Chris Jones
- 2010 – "Where Is The Edge" (PR-Singel)
- 2011 – "Faster"
- 2011 – "Sinéad"
- 2011 – "Shot In The Dark"
- 2012 – "Crazy" (Gnarls Barkley cover) (PR-Singel)
- 2012 – "Grenade" (Bruno Mars cover) (PR-Singel)
- 2013 – "Paradise (What About Us?)" med Tarja Turunen
- 2013 – "Dangerous" med Howard Jones
- 2014 – "Whole Worlds Is Watching" med Dave Pirner och Piotr Rogucki
- 2014 – "And We Run" med Xzibit
- 2014 – "Edge Of The World" (PR-Singel)
- 2018 – "The Reckoning" med Jacoby Shaddix
- 2018 – "Raise Your Banner" med Anders Fridén
- 2018 – "Firelight" med Jasper Steverlinck
- 2019 – "In Vain"
- 2019 – "Supernova" (PR-Singel)
- 2019 – "Mad World" (PR-Singel)
- 2020 – "Entertain You"
- 2020 – "The Purge"
- 2021 – "Shed My Skin" med Annisokay
- 2021 – "Forsaken - The Aftermath" (PR-Singel)
- 2022 – "Don't Pray For Me"

### DVD
- 2003 – Mother Earth Tour
- 2005 – The Silent Force Tour
- 2008 – Black Symphony

### Demo
- 1995 – Enter

1. Enter 07:24
2. Candles 07:04
3. The Gatekeeper 06:55
4. Pearls of Light 05:13

- 1996 – Demo (untitled)

1. Within 04:30
2. Grace 05:56
3. Blooded 03:38
4. Mindwalker (Restless) 06:00